# Grupoide parcial
Em álgebra abstrata, um grupoide parcial (também chamado de meio-grupoide, pargoide ou magma parcial) é um conjunto munido de uma operação binária parcial.
Um grupoide parcial é uma álgebra parcial.

## Semigrupo parcial
Um grupoide parcial {\displaystyle (G,\circ )} é chamado de semigrupo parcial se a seguinte lei associativa for válida:
Sejam {\displaystyle x,y,z\in G} tais que {\displaystyle x\circ y\in G} e {\displaystyle y\circ z\in G}, então
1. {\displaystyle x\circ (y\circ z)\in G} se, e somente se, {\displaystyle (x\circ y)\circ z\in G}; e
2. {\displaystyle x\circ (y\circ z)=(x\circ y)\circ z} se {\displaystyle x\circ (y\circ z)\in G} (e, pela condição 1, também {\displaystyle (x\circ y)\circ z\in G} )

## Leitura complementar
- E.S. Ljapin; A.E. Evseev (1997). The Theory of Partial Algebraic Operations. Springer Netherlands. [S.l.: s.n.] ISBN 978-0-7923-4609-8